# NGC 2003
NGC 2003 (другое обозначение — ESO 86-SC6) — рассеянное скопление в созвездии Золотой Рыбы, расположенное в Большом Магеллановом Облаке. Открыто Джоном Гершелем в 1834 году. Возраст скопления составляет около 25 миллионов лет, величина межзвёздного покраснения в цветах B−V — 0,1m, скопление имеет немного вытянутую форму.
Этот объект входит в число перечисленных в оригинальной редакции «Нового общего каталога».